# Моріц Мошковський
Мо́риц (Мауриций) Мошко́вский (нім. Moritz Moszkowski, пол. Maurycy Moszkowski; 23 серпня 1854, Вроцлав — 4 березня 1925, Париж) — композитор, піаніст і диригент польського походження.
Народився у Вроцлаві (в той час — Німеччина). Навчався у Дрезденській, потім Берлінській консерваторіях. В 1870-х роках вів активну гастрольну діяльність як піаніст, у 1880-х роках через погіршення здоров'я вимушений був зосередитись на композиції. У 1893 році його обрали членом Берлінської академії мистецтв, а чотири роки по тому влаштувався в Париж і одружився з Сесіль Шамінад. У цей період Мошковський займається викладацькою діяльністю, серед його учнів — Йосиф Гофман та Ванда Ландовська.

## Основні твори
- Опера «Боабділ, останній король маврів» (1892)
- Балет «Лаурін» (1896)

Твори для оркестру і для соло інструментів з оркестром
- Симфонічна поема «Жанна д'Арк»
- Три оркестрових сюїти
- «Танок з факелами» (1893)
- Прелюдія і фуга для струнних (1911)
- Концерт для фортепіано з оркестром E-dur (1898)
- Балада для скрипки з оркестром
- Концертні п'єси для скрипки з оркестром
- Концерт для скрипки з оркестром (1885)

Камерні ансамблі
- Дві концертні п'єси для скрипки і фортепіано
- Чотири п'єси для скрипки і фортепіано (1909)
- Сюїта для двох скрипок і фортепіано
- Три п'єси для віолончелі та фортепіано

Вокальні твори
- Пісні та романси на вірші Гейне, Шаміссо та інші

Твори для фортепіано
- Вальси, концертні етюди, п'єси, музичні моменти, Полонез, Тарантела, Вальс, Сюїта та інші.